# Rangverordnung
Die Rangverordnung, dänisch Rangfølgen, erlassen am 14. Oktober 1746 und mehrfach ergänzt und verändert, regelt die protokollarische Rangordnung im Königreich Dänemark.

## Geschichte
Der dänische König Friedrich V. erließ die Rangverordnung kurz nach seinem Regierungsantritt. Sie kodifizierte eine Entwicklung, die schon unter König Christian V. begonnen hatte. Seit dem Königsgesetz ein absoluter Herrscher, schränkte Christian V. den Einfluss des Adels ein und ermöglichte Bürgerlichen den Zugang zu Staatsämtern. Der neue, rangbestimmte Adelsbegriff öffnete auf längere Sicht die Möglichkeit einer sozialen Mobilität bisher unbekannten Umfangs. Eine erste Rangordnung war 1671 erlassen worden und 1693 überarbeitet worden. Diese Rangordnung wurde zum Vorbild der russischen Rangtabelle, 1722 eingeführt von Zar Peter I., der 1716 Dänemark besucht hatte.
Grundgedanke der Rangverordnung von 1746 war, dass nicht Herkunft, sondern Leistung für den Staat und Befähigung für das Amt die Kriterien für die Verleihung von Amts- und Rangtiteln sein sollten. Durch das rationale Leistungsprinzip, das der Rangverordnung zu Grunde lag, war auch Untertanen bürgerlicher oder gar bäuerlicher Herkunft grundsätzlich der Zugang zu hohen Ämtern möglich.
Die Rangverordnung galt im dänischen Gesamtstaat, also bis zur Niederlage Dänemarks im Deutsch-Dänischen Krieg 1864 auch in den Herzogtümern Schleswig und Holstein sowie ab 1816 im Herzogtum Lauenburg.
Eine größere Erneuerung und Anpassung nahm König Friedrich VI. am 12. August 1808 vor. 1818 erhielten die Beamten des Herzogtums Lauenburg ihre Plätze in der Rangverordnung zugewiesen. Im weiteren Verlauf des 19. Jahrhunderts kam es zu vermehrter Kritik, weil es zu einer teilweise undurchschaubaren Titelinflation gekommen war und die Rangsteuer schwer auf den so Geehrten lastete. Dänische Demokraten wie Carl Ferdinand Allen wiesen darauf hin, dass der Rang „oft eine Befriedigung leerer Eitelkeit und eine Quelle kleinlicher Rangsucht“ geworden war. Deutsche Autoren, insbesondere zur Zeit der Schleswig-Holsteinischen Erhebung, sahen die Titel als Ausdruck einer National-Eitelkeit der Dänen.
Das Grundgesetz Dänemarks von 1849 schaffte alle adligen Vorrechte ab. Die Rangfolge und der Adelsbegriff als solcher blieben aber erhalten. Einige Rangtitel verschwanden später, so der Etatsrat 1909. Seit 1960 umfasste die Rangfolge noch fünf statt der ursprünglich neun Klassen, seit 1971 sind lediglich noch drei aufgelistet.

## Aufbau
Die Rangverordnung unterteilte alle Staatsbeamten in 9 Klassen und insgesamt 95 Nummern. Innerhalb der Nummer entscheidet die Anciennität. Die bürgerlich oder bäuerlich geborenen Beamten in den drei ersten Klassen und deren 34 Nummern, samt ihren Ehefrauen und ehelichen Nachkommen im ersten Glied, genossen bis 1849 alle Vorrechte des Adels (Amtsadel). Diese drei ersten Klassen galten auch als hoffähig.
Der Rang war entweder mit einem Amt (Amts-Titel) verbunden oder mit einem Titel (Rang-Titel). Rangtitel wurden in der Regel Beamten bei ihrer ehrenvollen Entlassung verliehen, mit der sie den Amtstitel ablegten. Auch Privatpersonen konnte ein Rangtitel verliehen werden. Bei Beamten konnte ihr Rangtitel mitunter höher sein als der Rang, der mit dem von ihnen ausgeübten Amt verbunden war. So war Christoph Hartwig von Lowtzow (1750–1830) vom Amtstitel her lediglich Amtmann (3. Klasse Nr. 9), trug aber den persönlichen Rangtitel Geheimer Konferenzrat (1. Klasse, Nr. 13). Nicht immer korrespondierte der Titel mit dem Beruf der Person, so konnte beispielsweise ein Arzt auch zum Justizrat ernannt werden. Der Sitz in einem Regierungs-Kollegium, Departement oder Dikasterium richtete sich nicht nach dem Rangtitel, sondern nach der Anciennität des Eintritts und dem Rang des tatsächlichen Amts.
Hinsichtlich der Grafen bevorzugte die Rangverordnung die neu geschaffenen Lehnsgrafen. Die Rangverordnung von 1746 unterschied zwischen denjenigen Grafen (Lehnsgrafen), „welche in des Königs Reichen und Landen Lehnsgrafschaften haben“ und solchen Grafen, „die keine Lehnsgrafschaft besitzen“ – dazu gehörten in jedem Fall auch die ältesten Söhne der Lehnsgrafen und fremdländische Grafen. Im Königreich Dänemark gab es mit Ausnahme des Reichsgrafen Christian zu Rantzau ab 1653 und seiner Deszendenz bis zum Jahr 1726 (siehe Grafschaft Rantzau) keine Reichsgrafen des Heiligen Römischen Reichs im eigentlichen Sinn; die kaiserlichen Standeserhöhungen weiterer Angehöriger des Geschlechts Rantzau 1727/28 machten diese (nur) zu Reichsgrafen als Inhaber kaiserlicher Grafendiplome. Die Rangverordnung von 1808 unterschied in Beziehung auf den Rang wirkliche Lehnsgrafen (die in Besitz einer dänischen Lehnsgrafschaft waren, einem Familienfideikommiss, das meist durch Zusammenlegung mehrerer Rittergüter geschaffen wurde), und älteste Söhne von Lehnsgrafen – wenn sie nicht königliche Kammerherren waren.
Die Rangsteuer betrug 1863 für die erste Klasse 80 Reichstaler jährlich, für die zweite 70 Reichstaler, für die dritte 40 Reichstaler, für die vierte 24 Reichstaler, für die fünfte 18 Reichstaler, für die sechste 15 Reichstaler, für die siebte 12 Reichstaler, für die achte 8 Reichstaler und für die neunte 6 Reichstaler.

## Rangordnung Mitte des 19. Jahrhunderts
Die Rangordnung, wie sie Mitte des 19. Jahrhunderts gültig war, einschließlich der Bestimmungen für die Herzogtümer Schleswig, Holstein und Lauenburg.

### Erste Klasse
Der Rangtitel der ersten Klasse war Geheimer Konferenzrat. Alle zu dieser Klasse gehörenden Personen hatten ein Anrecht auf das Prädikat Exzellenz.
- 1) Der Großkanzler
- 2) Der General-Feldmarschall und der General-Admiral
- 3) Der Groß-Schatzmeister. Die Oberhofmeisterinnen der Königinnen.
- 4) Der Conseils-Präsident und die übrigen Minister Sr. Majestät, so lange sie in ihrer Stellung verbleiben. Die Hofmeisterinnen der königlichen Prinzessinnen. Die Kammerfräulein der Königin. Die Hofdamen.
- 5) Der Statthalter in den Herzogtümern
- 6) Die Ritter des Elefanten-Ordens
- 7) Der Feldmarschall. Der General-Admiral-Lieutenant
- 8) Die Großkommandeure des Dannebrogordens. Der Ober-Kammerherr
- 9) Der General-Feldzeugmeister. Der Vize-Statthalter in den Herzogtümern. Die Generale. Die Admirale.
- 10) Die General-Lieutenants. Die Vice-Admirale. Der Ober-Kammerherr Ihrer Majestät der regierenden Königin. Der Ober-Hofmarschall. Der Kanzler der Königlichen Orden.
- 11) Die Präsidenten der Königlichen Kollegien. Der Ober-Kammerjunker.
- 12) Der Ober-Schenk. Der Ober-Stallmeister. Der Ober-Jägermeister. Der Ober-Zeremonienmeister.
- 13) Die Ober-Hofmeister bei den Königinnen. Der Ober-Stallmeister der regierenden Königin. Die Grafen Danneskiold und ihre ehelichen männlichen Deszendenten.

### Zweite Klasse
Der Rangtitel dieser Klasse war Geheimer Etatsrat.
- 1) Großkreuze vom Dannebrog
- 2) Die Lehnsgrafen, die „in des Königs Reichen und Landen“ Lehnsgrafschaften haben, nach dem Alter der Errichtung ihrer Grafschaften
- 3) Der Hofmarschall. Der Hof-Chef der regierenden Königin.
- 4) Die Hofmeister und Marschälle bei dem Königlichen Hause, nach der Ordnung ihrer hohen Herrschaften. Der Lehnsgrafen älteste Söhne, wenn sie Kammerherren sind. Die Stiftsdamen des Stifts Vallø
- 5) Die Generalmajore. Die Contre Admirale. Die Stift-Amtmänner. Die Direktoren bei den Königlichen Collegien und Departements. Die ersten Deputierten, wenn sie zugleich zum Chef des Kollegiums ernannt werden. Der Justitiarius im Höchsten Gericht. Die Oberpräsidenten von Kopenhagen, von Altona und von Kiel. Der Kurator der Universität Kiel. Die Kammerherren. Der General-Postdirektor. Der Landdrost des Herzogtums Lauenburg. Der General-Gouverneur der Westindischen Besitzungen. Der Chef der Kopenhagener Polizei und der Küstenpolizei. Der Präsident des Schleswig-Holstein-Lauenburgischen Oberappellationsgerichts. Der Präsident der Schleswig-Holsteinischen Regierung. Der Oberforstmeister. Der Generalzolldirektor. Stiftsdamen. Die Priorin des Klosters Vemmetofte.
- 6) Der Stallmeister.
- 7) Der Stallmeister der regierenden Königin. Die Hofjägermeister. Der Ceremonienmeister.
- 8) Die Königlichen Gesandten an fremden Höfen. Der Hofrichter im Herzogtum Lauenburg.
- 9) Alle Amts-Titel von Räten, denen das Wort Geheimer beigefügt ist.
- 10) Die Rektoren der Universitäten in Kopenhagen und Kiel. Der Bischof von Seeland.
- 11) Der Confessionarius (Hofprediger)
- 12) Konferenzräte. Der Direktor des Schleswigschen Obergerichts und der Direktor des Holsteinischen Obergerichts

### Dritte Klasse
Der Rangtitel war Etatsrat.
- 1) Die Grafen, die keine Lehnsgrafschaften haben
- 2) Die Freiherren, die „in des Königs Reichen und Landen“ Freiherschaften haben
- 3) Die Wirklichen Etats- und holsteinischen Landräte. Oberste. Der Stadthauptmann in Kopenhagen. Die Commandeure vom See-Etat. Die Generaladjutanten. Die beiden wirklichen Generalauditeure. Die Assessoren des Höchsten Gerichts. Der Justitiarius des Königlichen Landes-Ober- sowie Hof- und Stadtgerichts in Kopenhagen. Die Justitiare der Landes-Obergerichte in Viborg und auf Island. Die Regierungsräte im Herzogtum Lauenburg sowie die Mitglieder des Hofgerichts. Die (wirklichen) Generalkriegskommissare. Die Räte des holstein-lauenburgischen Ober-Appellationsgerichts und des Appellationsgerichts für das Herzogtum Schleswig. Der Staats-Sekretär. Der Stabsarzt der Armee. Die Räte bei der schleswig-holsteinischen Regierung. Die Klosterfräulein von Vemmetofte. Die Priorinnen der Klöster (Frauenstifte) Støvringgård, Odense und Roskilde
- 4) – 7) nicht mehr besetzt
- 8) Die General-Kriegs-Kommissare.
- 9) Andere Etats- und Landräte. Bischöfe in den andern Stiften und im Herzogtum Schleswig. Die Amtmänner. Der Präsident auf St. Thomas und St. Jan, zugleich Vice-Gouverneur der dänisch-westindischen Besitzungen. Der Landdrost der Herrschaft Pinneberg. Der Administrator der Grafschaft Rantzau. Die beiden Landvögte in Süder- und Norder-Dithmarschen. Der Superintendent des Herzogtums Lauenburg. Die Forst- und Jägermeister in den Herzogtümern. Der Polizei-Direktor in Kopenhagen. Der Inspektor der Gendarmerie im Herzogtum Schleswig.

### Vierte Klasse
- 1) Die Oberst-Lieutenants. Die Commandeur-Capitaine. Die Oberlotsen. Die Land- und See-Kriegs-Commissaire. Der Stadthauptmann auf St. Croix. Des Königs diensttuende Adjudanten, so lange sie in solcher Stellung verbleiben.
- 2) Die Kammerjunker Sr. Majestät des Königs und des Königlichen Hauses, welche unter sich nach der Reihenfolge ihrer hoben Herrschaften rangieren.
- 3) Wirkliche Justizräte. Der Direktor der Königlichen Akademie für die schönen Künste. Die Professoren an der Universität Kopenhagen sowie die ordentlichen Professoren an der Universität Kiel. Die Direktoren der Nationalbank. Die Amtmänner im Herzogtum Lauenburg. Die Räte des Obergerichts in Glückstadt. Der Ober-Inspector bei den Strafanstalten in Glückstadt. Der Justitiarius des Kopenhagener Criminal- und Polizeigerichts. Der Vize-Polizei-Direktor in Kopenhagen. Die Stiftsdamen der Klöster (Frauenstifte) Støvringgård, Odense und Roskilde
- 4) Der erste Hofprädicant.
- 5) Der Ordens-Sekretär.
- 6) Die (anderen) General-Auditeure. Der General-Prokureur.
- 7) Die jüngeren Söhne der Grafen, welche zufolge der Privilegien vom 26. Mai 1671 den Titel Baron haben.
- 8) Die Barone, die Lehns-Baronien haben.
- 9) Die Jägermeister.

### Fünfte Klasse
- 1) – 2) nicht besetzt
- 3) Die Majore. Die Majore bei der Kopenhagener Bürgerbewaffnung und bei dem Leib-Corps des Königs, so wie bei dem bürgerlichen Artillerie-Corps in Helsingör. Der Brandmajor und der Vice-Brandmajor in Kopenhagen. Die Capitaine im See-Etat. Der See-Zeugmeister. Andere Justizräte. Der Chef des Christianstedter Brand-Corps auf St. Croix. Ter Vice-Stadthauptmann auf St. Croix und der Stadthauptmann auf St. Thomas. Der Stabsarzt für den See-Etat und der Stabsarzt für den Land-Etat.
- 4) Die Hofjunker.
- 5) Die Leibmedici und Leibchirurgen Sr. Majestät des Königs und des Königlichen Hauses, welche unter sich nach der Reihenfolge ihrer hohen Herrschaften rangieren. Der Kabinettssekretär Sr. Majestät des Königs. Die Kabinettsekretäre des Königlichen Hauses, welche unter sich nach der Reihenfolge ihrer hohen Herrschaften rangieren.
- 8) Die außerordentlichen Professoren der Universität Kiel. Die Hofprediger, die Stiftspröpste in Dänemark, der Propst bei dem Holm und der Garnison in Kopenhagen. Die Distriktspröpste in Dänemark. Die Hof-Chirurgen des Königs. Die Professoren an der Königlichen Akademie für die schönen Künste. Die Hof-Medici des Königs.

### Sechste Klasse
- 1) Die wirklichen Kanzleiräte. Die Amtsschreiber im Herzogtum Lauenburg.
- 2) Die wirkliden Kammerräte. Die wirklichen Forsträte.
- 3) Die Konsistorialräte. Die Doctores theologiae, promoviert in Kopenhagen und Kiel.
- 4) Die Rittmeister und Capitaine, auch die bei der Kopenhagener Bürgerbewaffnung, dem Leib-Corps des Königs und der bürgerlichen Artillerie in Helsingör, sowie dem Brandcorps in Kopenhagen. Die Capitain-Lieutenants. Die Unterzeugmeister. Die Ober-Auditeure. Die Ober-Conducteure. Der Stadthauptmann auf St. Jan. Der Chef des Frederiksteder Brandcorps auf St. Croix, so wie die Vice-Brandmajore in Christianstedt und Frederikstedt. Der Chef des Freicorps auf St. Jan. Der Stabstierarzt. Die Unter-Direktoren bei der Orlogswerft.
- 5) Die wirklichen Kriegsräte.
- 6) Die wirklichen Admiralitäts-Räte. Die Consuln der fremden Mächte.
- 7) Die wirklichen Commerzräte.
- 8) Die Assessoren des Landes-Ober-, so wie Hof- und Stadtgerichts. Die Assessoren der Landes-Obergerichte in Viborg, auf Island und in Westindien, so wie in dem Kopenhagener Criminal- und Polizeigericht. Die Landvögte in den Herzogthümern (mit Ausnahme der Landvögte in Norder- und Süder-Ditmarschen, siehe 3. Klasse Nr. 9)
- 9) nicht besetzt
- 10) Die Ober-Kriegs-Kommissare.
- 11) Die Forst-, Jagd- und Reitjunker.
- 13) Die Schloss- und Hauptprediger in Kopenhagen. Der Rector scholae daselbst.

### Siebte Klasse
- 1) Andere Kanzleiräte.
- 2) Andere Kammerräte. Die Deich-Inspektoren in Schleswig und Holstein. Andere Forsträte. Die Regiments-Chirurgen. Die Oberärzte beim See- und Land-Etat. Die Dozenten an der Veterinär- und an der Landwirtschaftlichen Hochschule.
- 3) Die Premierleutnants zur See und zu Lande, auch die bei der Kopenhagener Bürgerbewaffnung, dem Leib-Corps des Königs und der bürgerlichen Artillerie in Helsingör, sowie dem Brand-Corps in Kopenhagen. Die Capitaine bei den Bornholmer Hardes- und Bürger - Compagnien. Die Regiments-Quartiermeister. Die Intendanten der Armee. Die Rechnungsführer der Armee. Die Auditeure. Die Divisions-Quartiermeister beim See-Etat.
- 4) Andere Kriegsräte.
- 5) Andere Admiralitätsräte.
- 6) Andere Commerzräte.
- 7) nicht besetzt
- 8) Der General-Fiskal.
- 9) Die Bürgermeister in Kopenhagen.
- 10) nicht besetzt
- 11) Die Ratsherren in Kopenhagen.

### Achte Klasse
- 1) Die wirklichen Kanzlei- und Konsistorial-Assessoren. Die Doctores jur., promoviert in Kopenhagen und in Kiel.
- 2) Die wirklichen Kammer-Assessoren. Die Doctores med., promoviert in Kopenhagen und in Kiel. Die Doctores phil., promoviert in Kopenhagen
- 3) Die Seconde-Leutnants im See-Etat und im Land-Etat, zugleich bei der Kopenhagener Bürgerbewaffnung, dem Leibcorps des Königs, der bürgerlichen Artillerie in Helsingör, sowie bei dem Brandcorps in Kopenhagen. Die Reserve-Chirurgen vom See-Etat. Die Garnisons- und Bataillons-Chirurgen, so wie die Regiments-Tierärzte. Die Unterärzte, welche das Examen mit dem ersten Charakter oder mit dem zweiten Character primi gradus absolviert haben. Die Handwerksmeister bei dem Holm, welche mit dem Ehrenzeichen für gute Dienste im See-Etat begnadigt sind.
- 4) Die wirklichen Kriegsassessoren.
- 5) Die wirklichen Admiralitätsassessoren.
- 6) Die wirklichen Commerzassessoren.

### Neunte Klasse
- 1) Andere Kanzlei- und Konsistorial-Assessoren.
- 2) Andere Kammer-Assessoren.
- 3) Die Schiffer in dem Matrosen-Corps.
- 4) Andere Kriegs-Assessoren.
- 5) Andere Admiralitäts-Assessoren.
- 6) Andere Commerz-Assessoren.
- 7) Die wirklichen Kanzleisekretäre. Die Regierungs- und Legationssekretäre. Die Bibliothekssekretäre. Die Sekretäre bei der Magistratur in Kopenhagen. Die Regierungssekretäre sowie der Sekretär beim Hofgericht und dem Konsistorium des Herzogtums Lauenburg. Die Sekretäre beim holstein-lauenburgischen Ober-Appellationsgericht und beim Appellationsgericht für das Herzogtum Schleswig, sowie beim Obergericht in Glückstadt.
- 8) Die Kammersekretäre.
- 9) Die Kriegssekretäre.
- 10) Die Admiralitätssekretäre.
- 11) Die Commerzsekretäre. Die Polizeisekretäre. Die Polizei-Assistenten.
- 12) nicht besetzt
- 13) Andere Sekretäre.

## Heutige Rangfolge
Die heute gültige Rangfolge wurde zuletzt mit der Rangverordnung vom 16. Dezember 1971 festgelegt. Diese umfasst nur noch drei Klassen. Das Königshaus selbst steht oberhalb der Rangfolge, seine Mitglieder folgen unmittelbar dem König entsprechend der Thronfolge.

### 1. Klasse
- 1. Grafen von Rosenborg, sofern ihnen der Titel direkt verliehen wurde (derzeit nur Ingolf von Rosenborg). Die Gräfin von Frederiksborg
- 2. ---
- 4. Staatsminister und sonstige Minister, solange sie im Amt sind
- 5. Präsident des Højesteret.
- 6. Ritter des Elefanten-Ordens
- 7. Großkommandeure des Dannebrogordens. Oberkammerherr der Königin
- 9. Generale. Admirale.
- 10. Ordenskanzler. Oberhofmarschall. Generalleutnants. Vizeadmirale.
- 13. Grafen Danneskiold und ihre männlichen Nachkommen.

Sämtliche Personen, die der 1. Klasse angehören, haben das Prädikat Exzellenz.

### 2. Klasse
- 1. Großkreuz-Träger des Dannebrogordens
- 2. Grafen, die früher Lehnsgrafschaften besassen, und Grafen, die Nutzniesser eines Familienfideikommisses  (successorfond) sind, nach dem Zeitpunkt der Errichtung ihrer Grafschaften. Nachkommen der Grafen Rosenborg im Mannesstamm. Hofmarschall der Kónigin. Kabinettssekretär der Königin. Außerordentliche und bevollmächtigte Botschafter der Gehaltsklasse 40
- 3. Hofchef der regierenden Königin
- 4. Hofmarschalle und Hofchefs des königlichen Hauses nach der Ordnung ihrer Herrschaften. Älteste Söhne von Lehnsgrafen, soweit sie auch Kammerherren sind.
- 5. Kammerherren. Chef des Adjutantenstabes der Königin und Jagdkapitän der Königin, solange sie in ihrem Amt sind. Beisitzer im Højesteret. Präsidenten der Land-, See- und Handelsgerichte und des Kopenhagener Distriktgerichts (Københavns Byret). Departementschefs. Direktor im Außenministerium. Generaldirektoren der Staatsbahnen und des Post- und Telegrafenwesens. Zolldirektor. Direktoren der Gefängnisverwaltung und der Staatskrankenhäuser. Reichsombudsmann auf den Färöern. Botschafter und Gesandte der Gehaltsklasse 38. Generalmajore. Konteradmirale. Generalstabsarzt. Generalauditor. Reichsanwalt (Rigsadvokat). Reichspolizeichef. Zivilschutzdirektor. Oberpräsident von Kopenhagen. Stiftsamtmänner und Amtmänner. Medizinaldirektor. Oberbürgermeister von Kopenhagen. Der von der Königin ernannte Direktor der Dänischen Nationalbank. Reichsstatistiker. Die Bischöfe der Dänischen Volkskirche. Rektor der Universität Kopenhagen. Reichsombudsmann in Grönland
- 6. Stallmeister der Königin.
- 7. Hofjägermeister. Zeremonienmeister
- 11. Konfessionarius (Hofprediger des Königshauses)
- 12. Präsident des Amtsgerichts Århus. Abteilungsleiter in den Ministerien. Mitglieder des Generaldirektorats der Staatsbahnen und des Post- und Telegrafenwesens. Der Staatssekretär im Staatsministerium. Finanzvorstand. Der Exekutivdirektor der Hypotekenbank. Staatssekretär im Steuerministerium. Revisionschef. Vizedirektor der Zollverwaltung. Chef des Sekretariats der Zivilbereitschaft im Innenministerium. Der Staatssekretär im Innenministerium. Direktor des Standesamtswesens. Staatssekretär und Rationalisierungsbeauftragter im Wirtschaftsministerium. Straßenbaudirektor. Staatssekretär im Landwirtschaftsministerium für Exportfragen. Direktoren im Bildungsministerium. Andere Beamte der Gehaltsklasse 38. Botschafter und Gesandte der Gehaltsklasse 36 sowie Konsuln und Generalskonsuln der Gehaltsklasse 36, solange sie als solche dienen oder nachdem sie aus Gnade entlassen wurden. Berater des Außenministeriums für Völkerrecht. Kommandant von Kopenhagen. Direktor der Gebäudetechnik der Streitkräfte. Direktor des Marinearsenals. Vorsitzende des Nationalen Steuergerichts.  Steuerdirektor. Abteilungsleiter von Danmarks Statistik. Polizeipräsident von Kopenhagen. Kommissare für staatliche Enteignungen. Direktor für Wasserbau. Direktor des Matrikelwesens. Direktor der Staatlichen Forstwirtschaft. Rektor der Königlichen Veterinär- und Landbauhochschule. Vizebischof der Färöer. Rektor der Technischen Hochschule. Rektor der Universität Aarhus. Rektor der Universität Odense. Rektor der Universität Roskilde. Verwaltungsleiter der Bauunterhaltung der Höheren Lehranstalten.

### 3. Klasse
Ab Nr. 3 Zusammenfassung
- 1. Grafen, soweit nicht in II. Klasse Nr. 2.2.
- 2. Barone, die früher Lehnsbaronien besassen, und Barone, die Nutzniesser eines daraus entstandenen Familienfideikommisses (successorfond) sind.
- 3. Richter an Landgerichten. Vizepräsidenten des See- und Handelsgerichts in Kopenhagen. Geschäftsträger, Ministerial- und Legationsräte, solange sie als solche dienen oder nachdem sie aus Gnade entlassen wurden. Oberste, Kapitäne zur See, Stabsärzte 1. Grades. Institutsdirektoren. Amtsleiter. Staatsanwälte. Kurator, Direktoren und Professoren der Universität Kopenhagen, soweit sie auch Mitglieder des Konsistoriums der Hochschule sind. Hochschulrektoren (soweit nicht in II/12).
- 6. Richter am Landgericht für Grönland. Oberingenieure und Vizedirektoren.
- 9. Adjutanten der Königin und des Thronfolgers, solange sie im Amt sind. Richter am Distriktgericht Kopenhagen. Ministerialbeamte der Gehaltsklasse 36. Dompröpste. Propst von Kopenhagen. Professoren der Universität Kopenhagen und anderer Hochschulen.

## Literarisches
In der Novelle Der Herr Etatsrat schildert Theodor Storm das tragische Schicksal der Kinder eines königlich dänischen Beamten in Schleswig-Holstein mit dem Rangtitel Etatsrat.